# ATP Challenger Palmas del Mar
Das ATP Challenger Palmas del Mar (offizieller Name: Caribbean Open) war ein 2023 einmalig stattfindendes Tennisturnier in Palmas del Mar, Puerto Rico. Es war Teil der ATP Challenger Tour und wurde im Freien auf Hartplatz ausgetragen.

## Liste der Sieger

### Einzel
| Jahr | Sieger        | Finalgegner   | Ergebnis |
| ---- | ------------- | ------------- | -------- |
| 2023 | Kei Nishikori | Michael Zheng | 6:2, 7:5 |

### Doppel
| Jahr | Sieger                  | Finalgegner                   | Ergebnis         |
| ---- | ----------------------- | ----------------------------- | ---------------- |
| 2023 | Evan King Reese Stalder | Toshihide Matsui Kaito Uesugi | 3:6, 7:5, [11:9] |